# Беллуа-Морангль, Жан-Батист де
Жан-Батист де Беллуа-Морангль (фр. Jean-Baptiste de Belloy-Morangle; 9 октября 1709, замок Морангль, Королевство Франция — 10 июня 1808, Париж, Первая империя) — французский кардинал. Епископ Гландева с 20 декабря 1751 по 4 августа 1755. Епископ Марселя с 4 августа 1755 по 21 сентября 1801. Архиепископ Парижа с 10 апреля 1802 по 10 июня 1808. Кардинал-священник с 17 января 1803, с титулом церкви Сан-Джованни-а-Порта-Латина с 1 февраля 1805 по 10 июня 1808.

## Биография
Родился в дворянской семье. Рукоположен в священники в 1737 году в Париже. Доктор богословия. Когда в 1790 году епархия Марселя была распущена революционным правительством, епископ удалился в городок Шамбли, где и проживал, продолжая (с церковной точки зрения) считаться епископом Марсельским.
В 1801 году первым поддержал заключение конкордата, чем вдохновил других представителей духовенства. В благодарность Наполеон сделал его архиепископом Парижским. Несмотря на почтенный возраст (более 90 лет), энергично исполнял свои обязанности, в частности, присутствовал на коронации Наполеона в соборе Нотр-Дам-де-Пари и был наряду с другими запечатлён на картине Давида.
Известен также как изобретатель кофеварки.

## Награды и почести
- Большой крест ордена Почётного легиона (1805).
- Титул графа Империи (1808).
- Именем кардинала Беллуа названа одна из улиц Парижа.